# Ozarba hemileuca
Ozarba hemileuca är en fjärilsart som beskrevs av Edward P. Wiltshire 1982. Ozarba hemileuca ingår i släktet Ozarba och familjen nattflyn. Inga underarter finns listade i Catalogue of Life.